# Америчка Самоа на Летњим олимпијским играма 2004.
Америчкој Самои је ово било пето учешће на Летњим олимпијским играма. Делегација Америчке Самое је на Олимпијским играма 2004. у Атини била заступљена са 3 учесника (2 мушкарца и 1 жена) у 2 спорта. Најстарији учесник у екипи била је атлетичар Келси Наканелуа (37), а најмлађи дизач тегова Елеи Лалио са 25 година.
Олимпијска екипа Америчке Самое је била у групи земаља које нису освојиле ниједну медаљу.
Заставу Америчке Самое на свечаном отварању Олимпијских игара 2008. носила је као и пре четири године атлетичарка Лиса Мисипека.

## Учесници по дисциплинама
| Спорт         | Мушкарци | Жене | Укупно |
| ------------- | -------- | ---- | ------ |
| Атлетика      | 1        | 1    | 2      |
| Дизање тегова | 1        | 0    | 1      |
| Укупно(2)     | 2        | 1    | 3      |

## Атлетика
Мушкарци
| Атлетичар Лични рекорд | Дисциплина | Група    | Група     | Четвртфинале     | Четвртфинале     | Полуфинале       | Полуфинале       | Финале           | Финале  | Детаљи |
| Атлетичар Лични рекорд | Дисциплина | Резултат | Место     | Резултат         | Место            | Резултат         | Место            | Резултат         | Место   | Детаљи |
| ---------------------- | ---------- | -------- | --------- | ---------------- | ---------------- | ---------------- | ---------------- | ---------------- | ------- | ------ |
| Келси Наканелуа, 10,81 | 100 м      | 11,25    | 7 у гр. 7 | Није се пласирао | Није се пласирао | Није се пласирао | Није се пласирао | Није се пласирао | 75 / 85 |        |

Жене
| Атлетичар Лични рекорд | Дисциплина | Група        | Група        | Четвртфинале | Четвртфинале | Полуфинале | Полуфинале | Финале            | Финале            | Детаљи |
| Атлетичар Лични рекорд | Дисциплина | Резултат     | Место        | Резултат     | Место        | Резултат   | Место      | Резултат          | Место             | Детаљи |
| ---------------------- | ---------- | ------------ | ------------ | ------------ | ------------ | ---------- | ---------- | ----------------- | ----------------- | ------ |
| Лиса Мисипека, 69,24   | кладиво    | Нема пласман | Нема пласман |              |              |            |            | Није се пласирала | Није се пласирала |        |

## Дизање тегова

### Мушкарци
| Елеи Лалио | -105 кг | 125 | 170 | 295 | 15 / 22 |  |